# Vilém z Kolína
Vilém z Kolína († 1501-8) byl významným olomouckým světícím (pomocným) biskupem v 15. století.

## Životopis
Pocházel z řádu augustiniánů-eremitů, byl bakalářem teologie, jako titulární biskup nikopolský a světící biskup olomoucký působil v letech 1482-1500/1.